# Conophyma beybienkoi
Conophyma beybienkoi är en insektsart som beskrevs av Leo L. Mishchenko 1937. Conophyma beybienkoi ingår i släktet Conophyma och familjen Dericorythidae. Inga underarter finns listade i Catalogue of Life.